# 吕母
吕母（？—18年），姓名不詳，新朝琅邪海曲（今山东省日照市境内）人，她的儿子吕育做县吏，被县官杀死。吕母尽散家财，招募近万人。在天凤四年（17年），杀县官复仇，自称将军，开启了王莽末年民变的序幕。她去世后，部属大多加入赤眉军。
與遲昭平都是當時的新朝民變女領袖。